# Крейги, Роберт
Роберт Крейги (англ. Robert Leslie Craigie; 1883—1959) — британский дипломат, посол Великобритании в Японии в 1937—1941 годах.
Был женат на дочери американца-южанина Плезанта Стоувела (en:Pleasant A. Stovall), в 1913—1919 годах посланника США в Швейцарии (сам Крейги тогда работал там вторым секретарём в посольстве Великобритании).
Рыцарь Великого Креста ордена Святого Михаила и Святого Георгия. Кавалер ордена Бани.